# Union sportive madinet Blida (football)
Cet article concerne la section football du Union sportive madinet Blida. Pour les autres sections, voir USM Blida (homonymie).
Pour les articles homonymes, voir USMB.
 (mai 2018).
Si vous disposez d'ouvrages ou d'articles de référence ou si vous connaissez des sites web de qualité traitant du thème abordé ici, merci de compléter l'article en donnant les références utiles à sa vérifiabilité et en les liant à la section « Notes et références ».
 (mai 2020).
Maillots
Actualités
Dernière mise à jour : 15 avril 2024.
L'Union Sportive Madinet Blida (en arabe : الاتحاد الرياضي لمدينة البليدة), couramment abrégé USM Blida ou encore USMB, est un club algérien de football fondé en 1932 et basé à Blida.

## Histoire
L'idée de création de l'USMB date de 1928, quand un groupe d' Algériens de Placette El'arab (quartier historique de Blida) prend l’initiative de fonder un club de football. La réunion qui donne naissance au club se tient dans une salle attenante au café Petit Robinson, le 16 juin 1932 : le club est appelé Union sportive musulmane blidéenne.
Finaliste de la Coupe d'Algérie en 1996, l'USM Blida intègre la même année le championnat d'Algérie professionnel. Après de nombreuses saisons en deuxième division, le club connaît un brève apogée sportive au début des années 1990 et 2000 en se qualifiant à deux reprises pour la Coupe de l'UAFA.
Les couleurs du club sont le vert et le blanc : le vert représente le signe de l’espoir du peuple algérien et la couleur symbolique de l’Islam, alors que le blanc symbolise l’amour de la patrie et le sacrifice.

### Parcours du club par saison sportive
- 1932 : Fondation du club sous le nom de l'Union Sportive Musulmane Blidéenne. Elle conserve ses numéros d'affiliations à la FFFA.
- 1933 : Première participation à une Coupe d'Afrique du Nord.
- 1938 : Première accession en Division 2 (Ligue départementale d'Alger) à l'époque coloniale.
- 1941 : Champion d'Alger de la Division 1 (Ligue départementale d'Alger) à l'époque coloniale.
- 1945 : Vainqueur de la Coupe (Coupe départementale d'Alger).
- 1947 : Première accession en Division d'Honneur (Ligue départementale d'Alger).
- 1954 : Demi-finaliste de la Coupe d'Afrique du Nord.
- 1956 : Dernière saison du club en compétition de l'époque coloniale française.
- 1962 : Première saison du championnat de football de l'Algérie indépendante.
- 1967 : Première relégation en Nationale 2.
- 1972 : Accession en Division 1.
- 1975 : Deuxième relégation en Nationale 2.
- 1977 : Le club est renommé Nadi Riadhi Blida.
- 1979 : Première relégation en division 3 (division d'honneur).
- 1984 : Le club est renommé Usret Sari' Madinet Blida.
- 1984 : Accession en Division 2.
- 1991 : Le club est renommé Union Sportive Madinet Blida.
- 1992 : Deuxième accession en Division 1.
- 1996 : Finaliste de la Coupe de d'Algérie.
- 1996 : Première participation à une Coupe d'Arabe.
- 1996 : Troisième relégation en Nationale 2.
- 1997 : Troisième accession en Division 1.
- 2003 : Vice-champion du Championnat d'Algérie.
- 2004 : Deuxième participation à une Coupe d'Arabe.
- 2010 : Adoption du statut professionnel.
- 2011 : Quatrième relégation en Ligue 2.
- 2015 : Quatrième accession en Ligue 1.
- 2017 : Cinquième accession en Ligue 1.
- 2018 : Cinquième relégation en Ligue 2.
- 2019 : Deuxième relégation en division 3.

### Époque coloniale française

#### Les débuts de l'USM Blida: 1910-1944

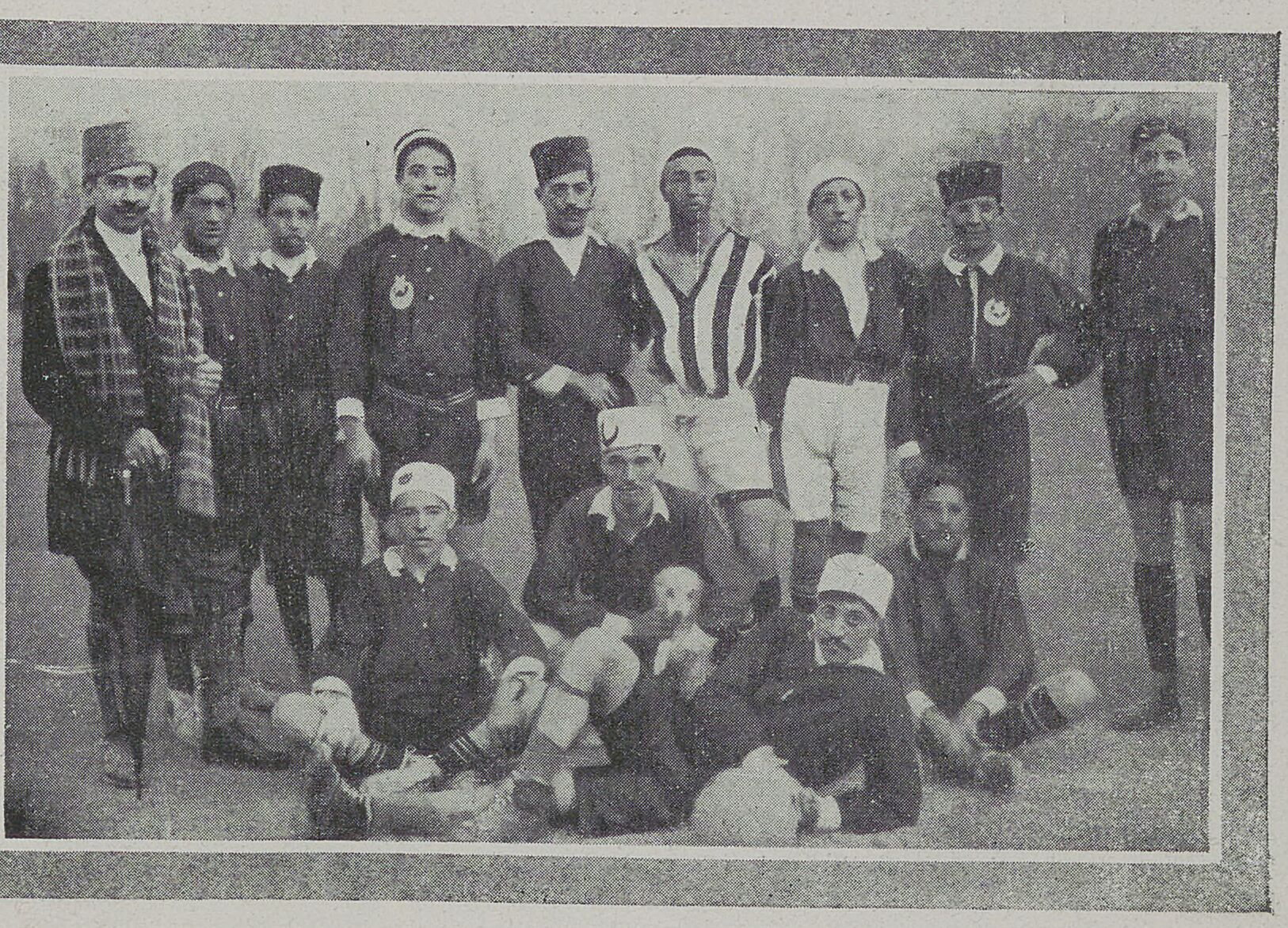
Croissant Club Blidéen en décembre 1911.

L'Algérie des années 1910 connaît un attrait croissant et inédit pour le sport, qui devient un enjeu d'éducation de la jeunesse. Parmi ces sports, le « football-association » commence à se faire connaître. À cette époque, la ville des roses avait une très grande association sportive européenne, à savoir le Football club de Blida (FCB), le plus vieux club d'Afrique du Nord au riche palmarès, il était aussi la fierté des colons de la capitale de la Mitidja.
Les jeunes Arabes de la ville n'avaient pas le droit de pratiquer le sport. Chose qui leur était interdite par les autorités locales ; ils ne pouvaient donc pas prétendre adhérer à cette société, car considérés par ces derniers, comme des paysans endurcis, et par conséquent, inaptes à toute activité créative. Les années 1910, des jeunes Blidéens décident de créer un club musulman de Blida, après plusieurs démarches au début des années 1910 (Le Croissant Club Blidéen fondé en décembre 1911 sous la présidence de Boudjakdji Mustapha puis Le Sporting Club Blidéen en janvier 1921 présidé par Hassen Benabdellah,). Des contacts sont amorcés auprès de la ligue française de football et de la préfecture pour la délivrance d'agrément. Elle accueillait les sportifs arabes de la ville ainsi que ceux de la Mitidja, les initiant au militantisme pour leur permettre de participer à la lutte que menait le peuple algérien pour se libérer du joug colonial, créer un cadre authentique de patriotisme à la jeunesse musulmane et gagner contre une équipe française permettant l'affirmation de la personnalité algérienne.
- Création : 16 juin 1932

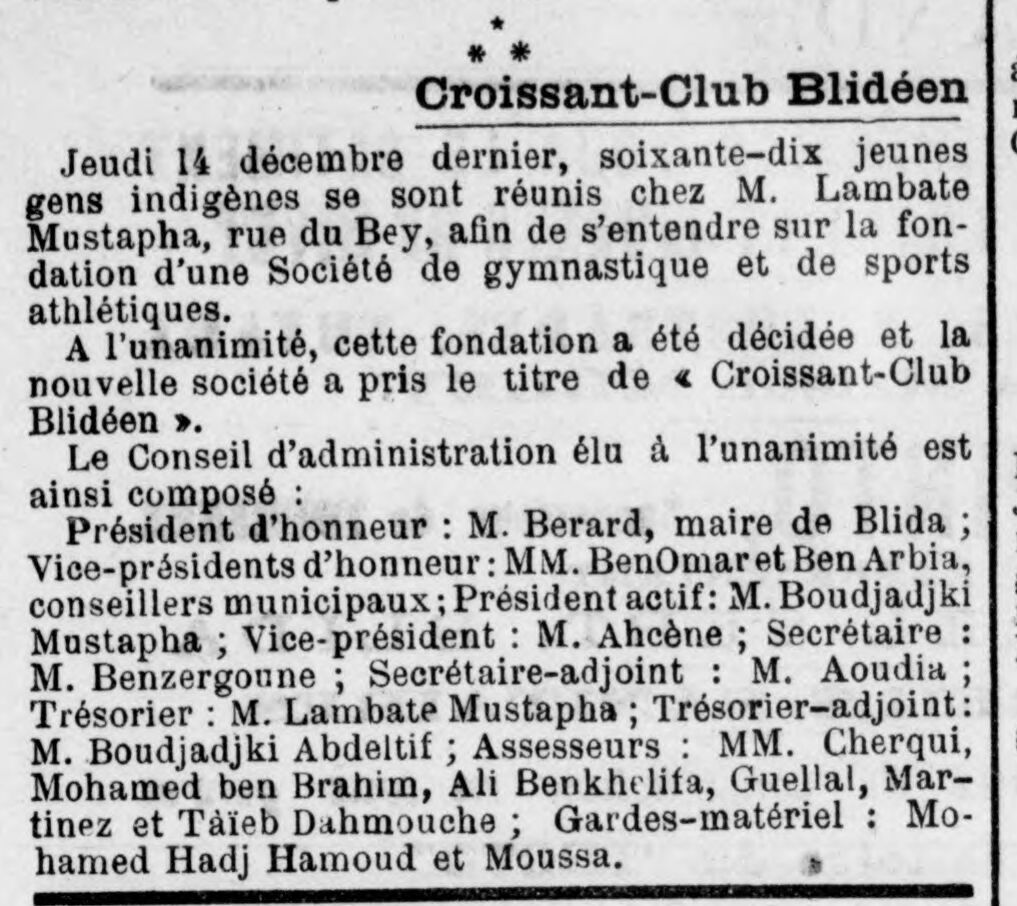
Croissant Club Blidéen 1911

- Siège social : 2, Place Alger, Blida ـــ Football.
- 1er Conseil d'Administration :
  - Président: Me Kherroubi Benaïssa.
  - Vice-Président: MM. Braham Kenit et Abdelkader Bouchemit.
  - Secrétaire général: M. Mohamed Ameur dit "Guillemette".
  - Secrétaire adjoint: M. Abdelkader Abdellah.
  - Trésorier général: M. Mohamed Bourezki
  - Assesseurs: MM. Mohamed Takarli, Mohamed Lalem, Mohamed Guezal , Mohamed Belarbi.
  - Commission de football: MM. Khelil Bereka, Abdelkader Hadef, Benyoucef Missom et Mohamed Saadoun

C'est en 1928 que naquit officieusement l'USMB après la dissolution du Sporting Club Blidéen (1921-1928) et le relancements sous un nouveau nom l'Union Sportive Musulmane Blidéenne. À cette époque, les équipes participaient à un championnat peu commun, d'ou une affiliation à la Fédération sportive générale des travailleurs (FSGT). Quatre ans plus tard, le 10 novembre 1932. Il s'agit de la date parue dans le bulletin de la Fédération française de Football Association, le club est officiellement fondé en tant qu'association dont la décision est publiée dans l'édition no 283 du Journal officiel paru le 4 décembre 1932. Ce n'est qu'en 1932 qu'elle s'affilia à la FFFA sous le no 8556et participa au championnat 1933-34, en troisième division, Groupe A en compagnie SC Médéa, Union de Koléa, AS Douéra, AS Agha, AS Saoula.

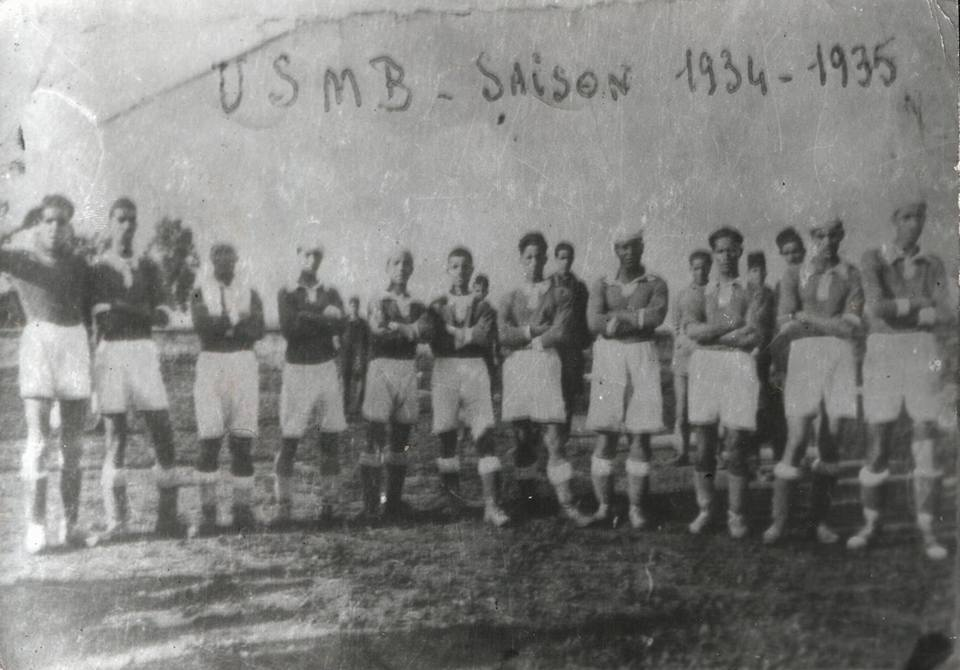
1934–35

L'USMB a débuté en 3e division la saison 1933/34 avec obligation de faire signer trois français de souche et d'aligner à chaque match uniquement deux  joueurs. Le premier match officiel a été disputé au stade Duruy (stade Daïdi actuel) le 5 novembre 1933, l'USMB a perdu 3 à 1 devant le Sporting Club de Médéa. La première équipe alignée est la suivante : Dahmane (gardien), Sid-Ahmed Chelha, Mohamed Zouraghi, Ahmed Houari, Khelil Benrekaa, Dahmane Zatout, Mohamed Boumaza, Mohamed Hadef, Hacéne Kermouche, Mohamed Morina (gardien remplaçant) et Mohamed Berrahal.

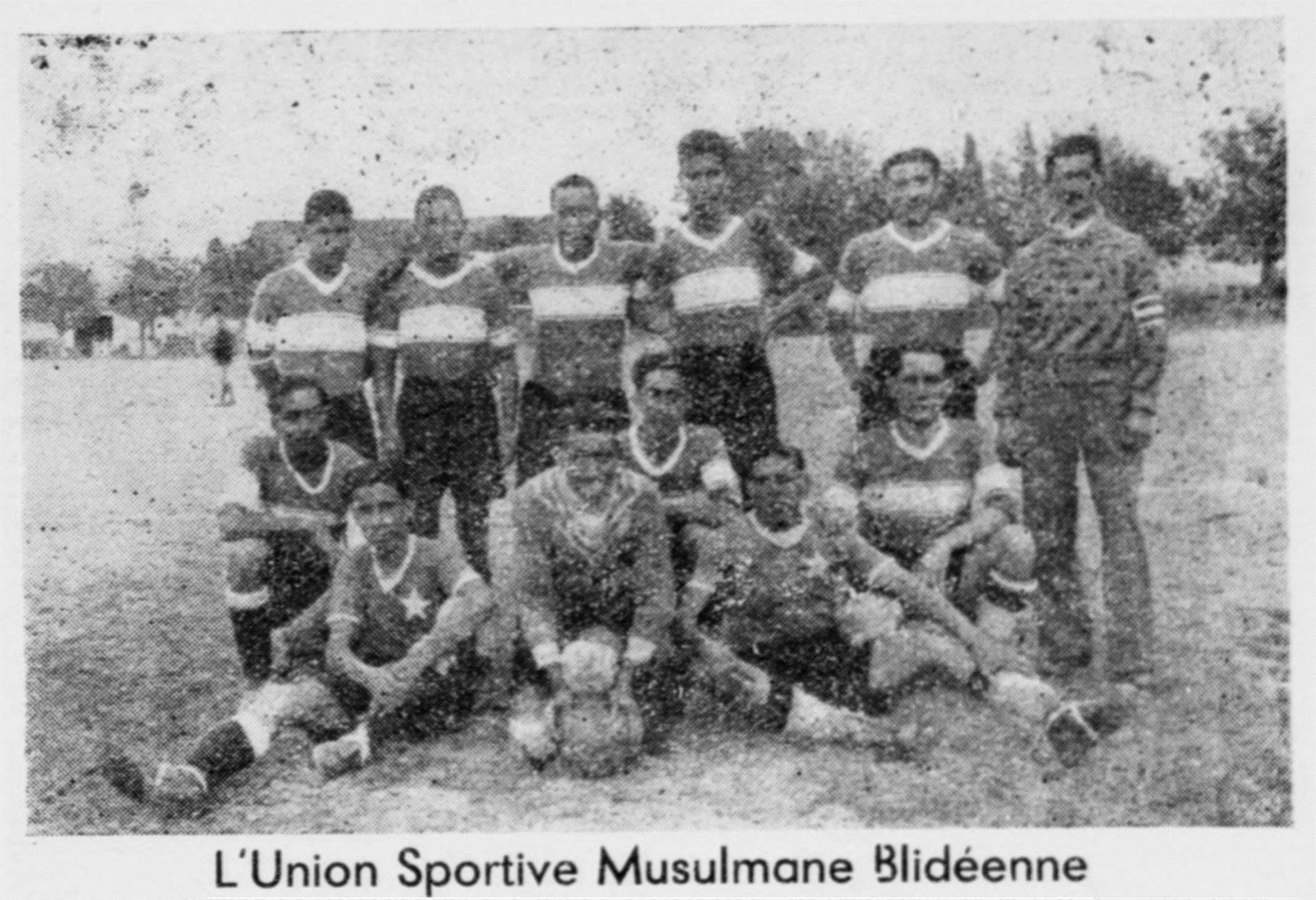
1937–38

La période 1932-36, l'̈USMB elle a joué en troisième division. En 1936-37, elle est championne de la 3e Division et accède en 2e division
Même chose pour la saison 1937-38, l'USMB évolue donc en deuxième division groupe A et se classe à la première place, elle remporta le titre de la seconde division en battant le Stade Guyotville par 2-1 (Les buts furent marqués par Négro). Elle dispute les barrages face à l'Association sportive Dellys pour l'accession en première division en gagnant à l'aller et au retour (0 à 0 et 4 à 1) triple d'Omar Oucifi dit Nigro. Cette saison-là, l'USMB accède donc en première division, elle se trouva en compagnie des clubs suivants : RAS Algéroise, RC Maison-Carrée, GS Orléansville, AS Montpensier, US Fort-de-l'Eau, O. Rouïba, AST Alger, Stade Algérois. La première année en première division a été marquée par de nombreuses contre-performances et elle faillit être rétrogradée ; elle ne réussira à se maintenir que grâce aux matches de barrage gagnés face à J.S.I.Issers en gagnant ses matchs aller et retour (1 à 0 et 1 à 0).L'USMB conserve sa place en première division.

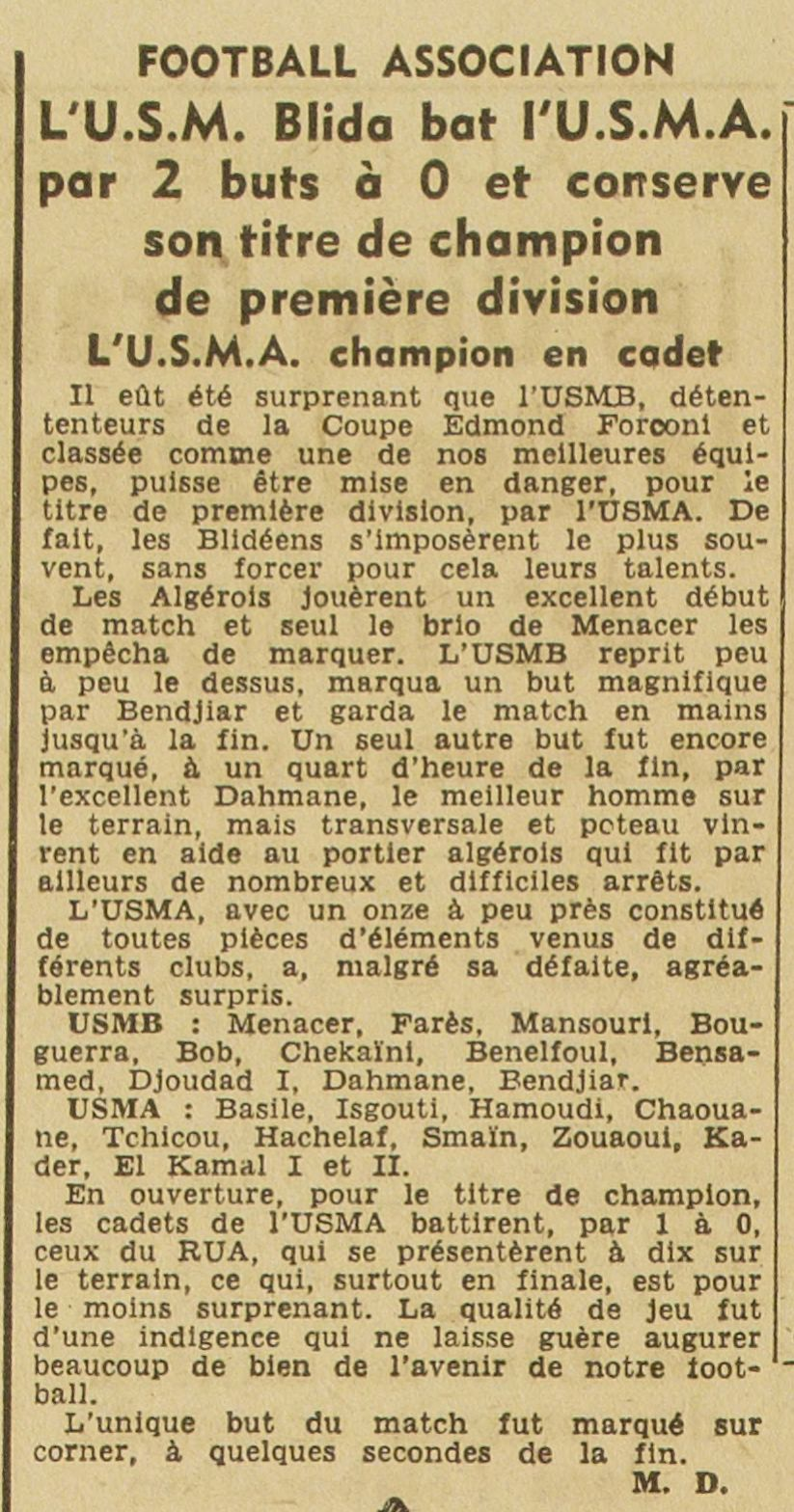
Champion de 1er Division

La période 1939-44 fut marquée par le déclenchement de la Seconde Guerre mondiale, ce qui retarda la reprise du Championnat. Afin que les joueurs puissent maintenir leur forme et que les amateurs du ballon rond puissent rester en contact avec le football, un championnat de guerre fut organisé, ce qui permit une reprise normale pour l'USMB.
En 1944-45, l'USMB sort de l'anonymat et des affres des divisions inférieures, elle est sacrée champion de la Première division Algérois (2e palier après la division d'honneur) en disposant de l'USM Alger par 2 buts à zéro pour le titre ; les buts étaient de Bendjiar et Djoudad. Cette saison-là, l'USM Blida avait remporté la Coupe Forconi en battant l'Olympique Hussein Dey en demi-finale. Puis, il avait battu le Red Star d'Alger au Stade Municipal (Alger) en finale. Après ce résultat flatteur, la ligue décida de faire accéder le club en division d'honneur provisoirement. Comme le nombre de clubs était impair, il a été décidé de repêcher le Stade Guyotvillois (devenu Ain Benian après l'indépendance) pour ramener le nombre de clubs de la Division d'honneur à douze. Le Groupement sportif Orléansville (GSO) (à Orléansville, devenu El Asnam après l'indépendance) est ensuite également repêché. L'USMB dispute son premier match face au GSO au stade de Saint-Eugène (Bologhine), rencontre remportée par Blida.
Après ce résultat, la ligue s'est encore ravisée. Elle fait procéder à un vote afin de ne garder que deux clubs sur les trois repêchés. Les dirigeants de Blida, rétrogradé en première division, n'acceptent pas cette décision, considérant que les membres de la ligue, majoritairement européens, ont désigné le seul club musulman des trois. Malgré la défense du secrétaire du club, M. Belkacem Benarbia, auprès de la Fédération de football à Paris, cette décision est entérinée.
Malheureusement, pour sa première année en division d'Honneur, certains problèmes ne lui ont pas permis de s'imposer, ses joueurs ne retrouvèrent plus la manière de s'exprimer. Tout cela eut un effet négatif sur l'évolution de l'équipe, qui connut plusieurs défaites, se retrouvant dans les dernières places à la fin de saison, position qui la fit rétrograder en première division.

#### 1946 à 1947: Accession historique en DH
En 1946-1947, l'USMB évolue ainsi en première division et se classe première avec sept points d'avance. Elle réalise un exploit en ne concédant aucune défaite en championnat, 15 victoires sur 18 matchs, 76 buts pour et 7 buts contre. Elle dispute les barrages face à l'Union sportive de Blida (club européen) en gagnant en aller et retour (6 à 1 et 4 à 0). L'USMB accède ainsi en division d'honneur « balle au pied ».
| Barrage 01           | USM Blida                                                                                            | 6 – 1   | US Blida                                                                                          |                                                            |                                                            |
| Dimanche 8 juin 1947 | Djoudad 17e · Benelfoul · Bernou · Bensamet                                                          |         | Alrando 15e                                                                                       | Stade communal de Saint Eugène, (Alger) Arbitrage : Todori | Stade communal de Saint Eugène, (Alger) Arbitrage : Todori |
| Dimanche 8 juin 1947 | Rapport                                                                                              |         |                                                                                                   | Stade communal de Saint Eugène, (Alger) Arbitrage : Todori | Stade communal de Saint Eugène, (Alger) Arbitrage : Todori |
| Dimanche 8 juin 1947 | Menacer, Mansouri, Bouguerra, Zidoun, Bob, Zouraghi, Djoudad, Benelfoul, Bernou, Bensamet, Dahmouche | Équipes | Garguillo, Perals, Ribot, Perez, Ripoll, Doboeuf (blessé), Schutz, Alrando, Rubert, Louis, Cortès | Stade communal de Saint Eugène, (Alger) Arbitrage : Todori | Stade communal de Saint Eugène, (Alger) Arbitrage : Todori |

| Barrage 02            | USM Blida | 4 – 0   | US Blida                                                                               |                                               |                                               |
| Dimanche 15 juin 1947 | Dahmouche · Djoudad                                                                                                   |         |                                                                                        | Stade municipal, (Alger) Arbitrage : Riveccio | Stade municipal, (Alger) Arbitrage : Riveccio |
| Dimanche 15 juin 1947 | Djoudad | Report  | Pérals ·                                                                               | Stade municipal, (Alger) Arbitrage : Riveccio | Stade municipal, (Alger) Arbitrage : Riveccio |
| Dimanche 15 juin 1947 | Menacer, Bouguerra, Mansouri, Chekaïmi, Imcaoudène dit Bob, Zouraghi, Benelfoul, Bensamet, Djoudad, Bernou, Dahmouche | Équipes | Garguilo, Bolo, Pérals, Ripoll, Cortès, Ribaut, Ollive, Luis, Airando, Schultz, Llopis | Stade municipal, (Alger) Arbitrage : Riveccio | Stade municipal, (Alger) Arbitrage : Riveccio |

Lors de son parcours en Coupe d'Afrique du Nord, Blida affronte le Mouloudia d'Alger au stade de Boufarik. Après avoir perdu son gardien sur blessure à une époque où les remplacements ne sont pas encore autorisés, l'équipe se retrouve à neuf joueurs avec l'expulsion d'un autre joueur. Menée par 1 but à 0, l'équipe égalise à la dernière seconde de la rencontre. Blida inscrit un second but lors de la prolongation lui permettant de se qualifier pour le tour suivant. Lors de celui-ci, Blida élimine le CS Hammam Lif, le meilleur club tunisien à l'époque. L'équipe atteint ainsi les quarts de finale de la Coupe d'Afrique du Nord face à l'US Marocaine Casablanca, rencontre perdue par la plus petite des marges, un but à zéro, au Stade Municipal d'Alger, sur un but de Martinez sur un coup franc.
| 4e tour qualificatif pour la Coupe d'AFN | USM Blida | 2 – 1ap | MC Alger                                                                                              |                                |                                |
| Dimanche 1er décembre 1946               | Djoudad 89e                                                                                                   |         | Bouzid                                                                                                | Boufarik Arbitrage : Attanasio | Boufarik Arbitrage : Attanasio |
| Dimanche 1er décembre 1946               | Rapport |         | | Boufarik Arbitrage : Attanasio | Boufarik Arbitrage : Attanasio |
| Dimanche 1er décembre 1946               | Menacer, Mansouri, Chekaïmi, Zouraghi, Imcaoudène, Bensamet, Benelfoul, Bouguerra, Djoudad, Bernou, Dahmouche | Équipes | Abtouche, Abdoune, Hamoutène, Benhamou, Khabatou, Kouar, Missoum, Said Said, Bouzid, Tadjet, Deguigui | Boufarik Arbitrage : Attanasio | Boufarik Arbitrage : Attanasio |

| 16e de finale Coupe d'AFN | CS Hammam Lif | 0 – 1   | USM Blida |         |         |
| Dimanche 2 février 1947   |               |         | Ahmed Dahmouche 63e                                                                                                | (Tunis) | (Tunis) |
| Dimanche 2 février 1947   | Rapport       |         | | (Tunis) | (Tunis) |
| Dimanche 2 février 1947   |               | Équipes | Menacer, Bouguerra, Mansouri, Bensamet, Imcaoudène dit Bob, Zouraghi, Dahmouche, Hatem, Djoudad, Benelfoul, Bernou | (Tunis) | (Tunis) |

| Quarts de finale Coupe d'AFN | USM Blida | 0 – 1   | US Marocaine de Casablanca                                                                    | | |
| Dimanche 9 mars 1947         | |         | Martinez 33e                                                                                  | Stade communal de Saint Eugène, (Alger) Spectateurs : 12,000 (Les recettes du match ont dépassé 800 000 francs) Arbitrage : Bernoud | Stade communal de Saint Eugène, (Alger) Spectateurs : 12,000 (Les recettes du match ont dépassé 800 000 francs) Arbitrage : Bernoud |
| Dimanche 9 mars 1947         | Rapport |         |                                                                                               | Stade communal de Saint Eugène, (Alger) Spectateurs : 12,000 (Les recettes du match ont dépassé 800 000 francs) Arbitrage : Bernoud | Stade communal de Saint Eugène, (Alger) Spectateurs : 12,000 (Les recettes du match ont dépassé 800 000 francs) Arbitrage : Bernoud |
| Dimanche 9 mars 1947         | Menacer, Bouguerra, Mansouri, Bensamet, Imcaoudène dit Bob, Zouraghi, Dahmouche, Hatem, Djoudad, Benelfoul, Bernou | Équipes | Assaban, Savery, Missely, Bachir, Cabrera, Bouchta, Aomar, Lafaille, Martinez, Chicha, Nhaoui | Stade communal de Saint Eugène, (Alger) Spectateurs : 12,000 (Les recettes du match ont dépassé 800 000 francs) Arbitrage : Bernoud | Stade communal de Saint Eugène, (Alger) Spectateurs : 12,000 (Les recettes du match ont dépassé 800 000 francs) Arbitrage : Bernoud |

#### l'USMB en Division d'honneur: 1947 à 1956

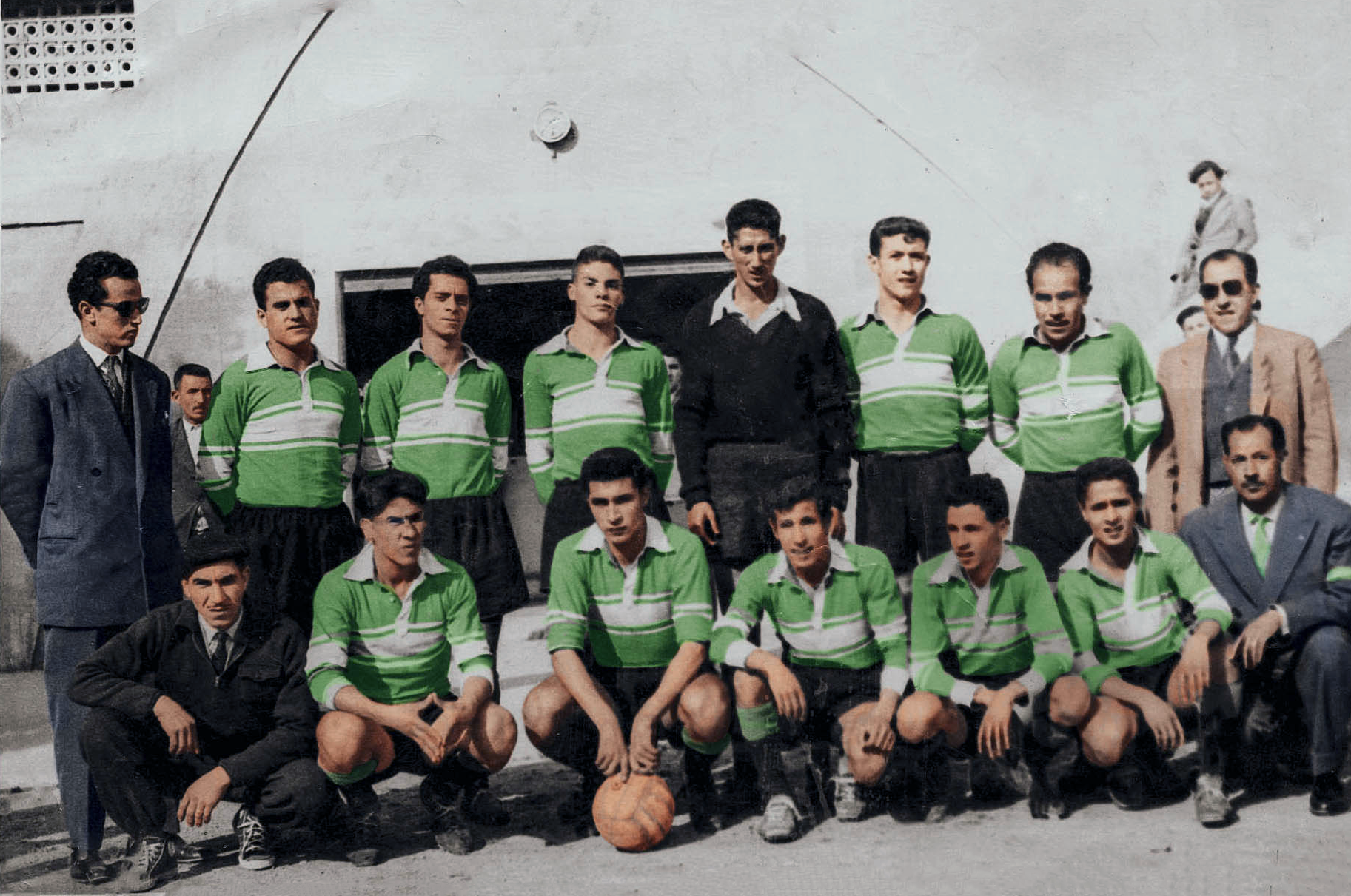
USM Blida 1954-1955
De Gauche à Droite : Debout: Smaïl Khabatou (Coach) - Rachid Hadji - M’hamed Sebkhaoui. - Maâmer Ousser - Abderrahmane Outata (GB). - Braham Brakni- Soum (Père)- Ahmed Drici
Assis: Soigneur Rabah Hamou - Zoubir Zouraghi - Abdelkader Mazouz - Benaissa Bouak - Mokhtar Dahmane - Mustapha Begga - Djillali Hasni

- En 1947-1948, 8e en Division d'Honneur, 4e tour de la Coupe Forconi, 2e tour régional de la Coupe d'Afrique du Nord
- En 1948-1949, 8e en Division d'Honneur, Quart de finale de la Coupe Forconi, 6e tour régional de la Coupe d'Afrique du Nord
- En 1949-1950, 8e en Division d'Honneur, 16e de finale de la Coupe Forconi, 5e tour régional de la Coupe d'Afrique du Nord
- En 1950-1951, 9e en Division d'Honneur, 16e de finale de la Coupe Forconi, 5e tour régional de la Coupe d'Afrique du Nord
- En 1951-1952, 10e en Division d'Honneur, 16e de finale de la Coupe Forconi, 5e tour régional de la Coupe d'Afrique du Nord
- En 1952-1953, 10e en Division d'Honneur, Demi-finale de la Coupe Forconi, 32e de finale de la Coupe d'Afrique du Nord
- En 1953-1954, 7e en Division d'Honneur, Quart de finale de la Coupe Forconi, Demi-finale de la Coupe d'Afrique du Nord
- En 1954-1955, 5e en Division d'Honneur, Quart de finale de la Coupe Forconi, 32e de finale de la Coupe d'Afrique du Nord
- En 1955-1956, 5e en Division d'Honneur, Quart de finale de la Coupe Forconi, 32e de finale de la Coupe d'Afrique du Nord

### Le club dans l'Algérie indépendante

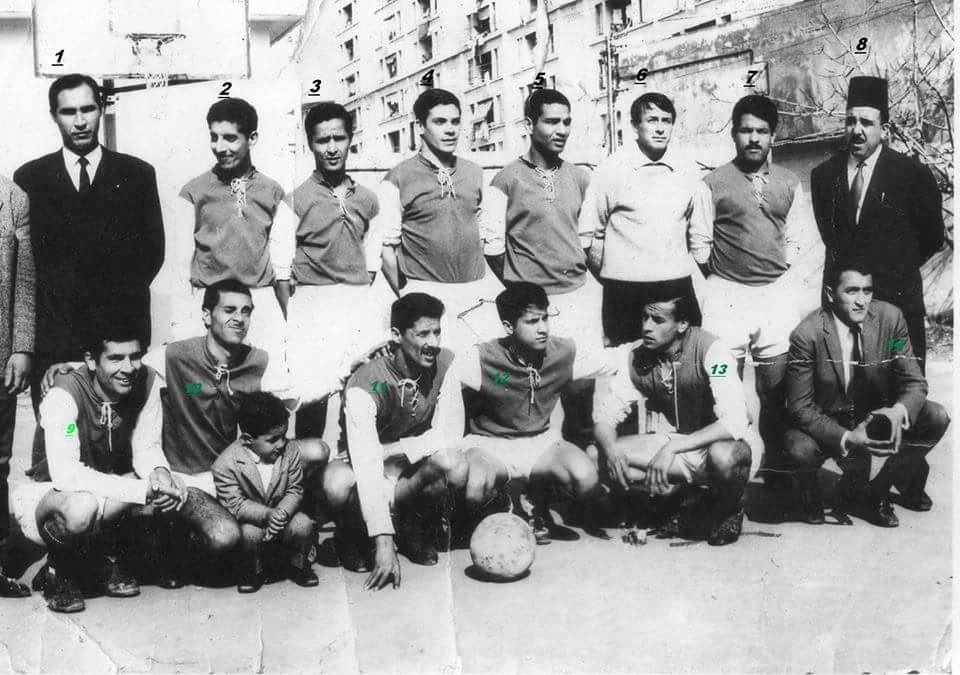
Équipe de l'USMB lors de la saison 1963-1964
De gauche à droite :
Debout : 1- Abdelkader Mazouza, 2- Belkacem Chalane, 3- Mustapha Begga, 4- Maâmar Ousser, 5- Ahmed Zahzah, 6- Guy Zaragozi, 7- Mohamed Titous, 8- Atouse. Assis : 9- Gérard Baldo, 10- M'hamed Sebkhaoui, 11- Dahmane Meftah, 12 Khaled Kritli, 13- Ahmed Guerrache, 14- Chérif Akli

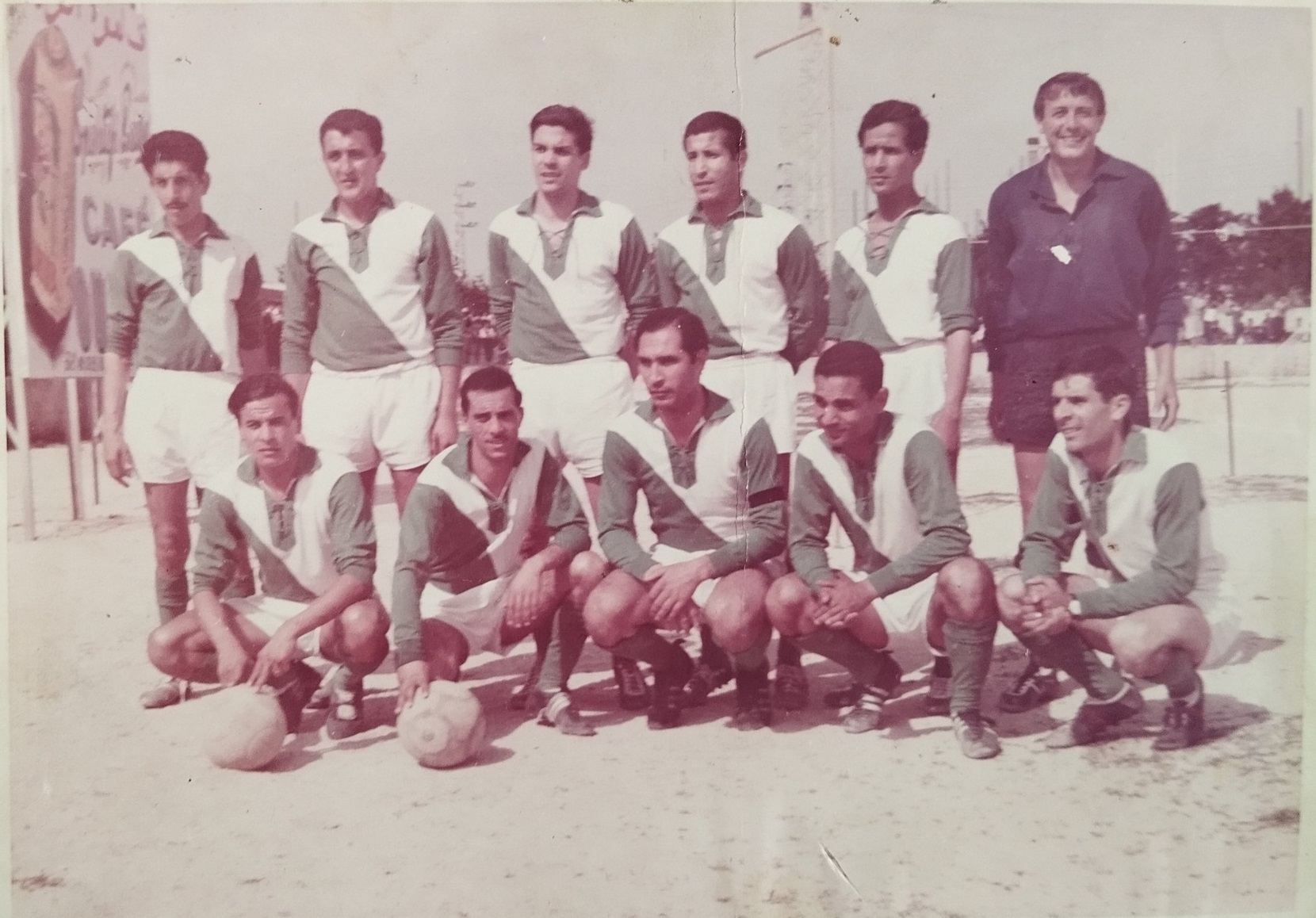
L'USM Blida face à la JS Kabylie au stade Zouraghi de Blida, le 22 avril 1964.

Au lendemain de l'indépendance d'Algérie en 1962, les associations sportives reprennent le chemin des terrains. Cette reprise voit la disparition des grands clubs des colons européens tels que le FC Blidéen (le doyen des clubs algérois), et l'US Blida ainsi que d'autres clubs dans différents endroits du pays.
L'importance et la renommée de l'Union Sportive Musulmane Blidéenne va grandir au fil des années. Le club participe au premier championnat en 1962-1963, nommé Critérium d'Honneur. Celui-ci regroupe alors tous les clubs existants dans des tournois régionaux suivis d'un tournoi final. Après une première refonte en Division d'Honneur (1963-1964), (trois ligues régionales dont les vainqueurs disputent un tournoi final), le championnat prend la forme d'une seule division d'élite à partir de 1964-1965.
L'Union Sportive Musulmane Blidéenne reprend donc la compétition durant le Critérium d'Honneur de 1962-1963, au sein de la région Centre groupe V en compagnie de neuf autres clubs. Au terme de cette saison, le club termine troisième, condition pour être maintenu en Division d'Honneur pour la saison suivante. L'USMB se classe troisième en Championnat. Il participe également à la Coupe d'Algérie, nouvelle compétition, mais ne parvient pas à atteindre les huitièmes de finale de cette première édition.

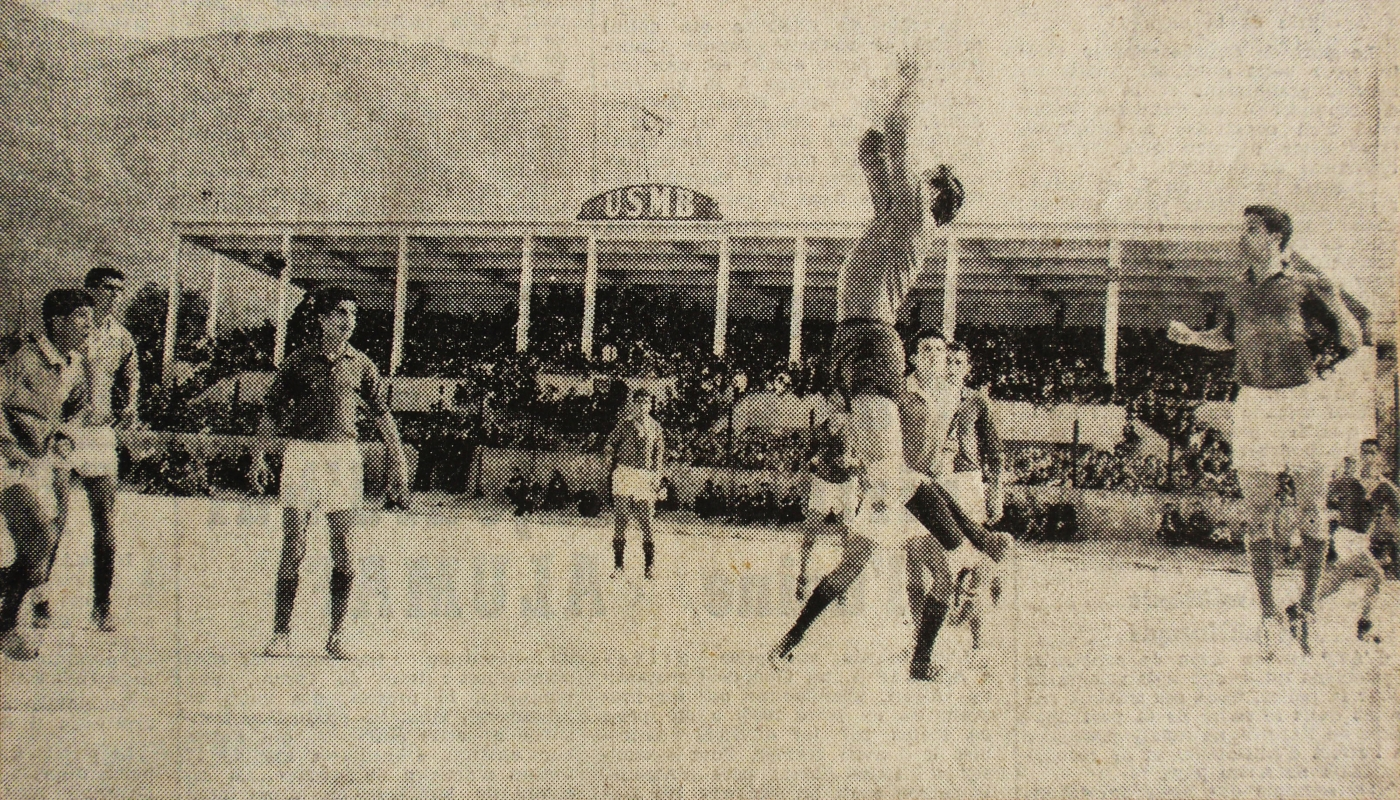
Action de jeu durant le match de Division d'Honneur opposant l'USM Blida à la JS Kabylie au stade Brakni, le 22 avril 1964.

Pour cette saison 1963-1964, le recrutement de l’USM Blida lui permet de compter dans ses rangs des footballeurs tels Zaragozi, Titous, Bega, Chalane, Ousser, Zahzah, Abdelkader Mazouz dit Mazouza, Baldo, Guerache. Le club atteint la troisième place du championnat avec un trois points de retard sur le champion NA Hussein Dey à la suite d'un parcours honorable. L'équipe s'incline deux buts à zéro en seizième de finale en Coupe d'Algérie face à l'USMHA.
L'Union Sportive Musulmane Blidéenne participe donc au Division Nationale de première division et s'y classe onzième en évitant de peu la relégation. L'USMB perd la demi-finale en Coupe d'Algérie face au ES Mostaganem, sur le score d'un but à zéro au stade du 20-Août-1955.
L’équipe blidéenne quittera l’élite en 1967 pour ne réapparaitre qu’en 1971. L’année suivante, la formation blidéenne se hissera pour la deuxième fois de son histoire en demi-finales de la coupe d’Algérie et s’inclinera devant le spécialiste, l’USM Alger. L’histoire, malheureusement se répétera pour les Blidéennes qui perdront leur place en division une pour entreprendre une chute vertigineuse dans les abîmes du football algérien, atteignant le championnat inter-wilaya sous le nom de NR Blida. Blida aura mal digéré la réforme sportive.
Une génération de brillants footballeurs y aura brillé. Les Alili, Benturki, Sellami, Akli, et autres Benzohra, Berrouane, Amrane auront essayé, mais en vain.
Malgré tous les aléas, le club retrouvera sa place en division deux, antichambre de l’élite, en 1984 et disputera une année plus tard la troisième demi-finale perdue de son histoire face à WKF Collo (4-2).

## Parcours international

### Coupe des clubs champions arabes de football 1996: Groupe A
| Entraîneur :  |
| Meziane Ighil |

| Entraîneur :  |
| Meziane Ighil |

| Entraîneur :  |
| Meziane Ighil |

| Entraîneur :  |
| Meziane Ighil |

Groupe A :
| Rang | Équipe       | Pts | J | G | N | P | Bp | Bc | Diff |  | Résultats (▼ dom., ► ext.) |  |     |     |
| ---- | ------------ | --- | - | - | - | - | -- | -- | ---- |  | -------------------------- |  | --- | --- |
| 1    | Al Ahly SC   | 6   | 2 | 2 | 0 | 0 | 12 | 1  | +11  |  | Al Ahly SC                 |  | 7-0 | 5-1 |
| 2    | Shabab Rafah | 3   | 2 | 1 | 0 | 1 | 1  | 7  | -6   |  | Shabab Rafah               |  |     | 1-0 |
| 3    | USM Blida    | 0   | 2 | 0 | 0 | 2 | 1  | 6  | -5   |  | USM Blida                  |  |     |     |

### Ligue des champions arabes de football 2003-2004
| Entraîneur :    |
| Younès Ifticène |

| Entraîneur :    |
| Younès Ifticène |

| Entraîneur :    |
| Younès Ifticène |

| Entraîneur :        |
| Slimani Abdelmoumen |

| Entraîneur :    |
| Younès Ifticène |

| Entraîneur :        |
| Slimani Abdelmoumen |

| Entraîneur :    |
| Michel Decastel |

| Entraîneur :    |
| Younès Ifticène |

| Entraîneur :    |
| Michel Decastel |

| Entraîneur :    |
| Younès Ifticène |

| Entraîneur :    |
| Younès Ifticène |

| Entraîneur :    |
| Mourad Mahdjoub |

| Entraîneur :    |
| Younès Ifticène |

| Entraîneur :    |
| Mourad Mahdjoub |

| Entraîneur :   |
| Dan Anghelescu |

| Entraîneur :   |
| Dan Anghelescu |

| Entraîneur :   |
| Dan Anghelescu |

| Entraîneur :   |
| Dan Anghelescu |

| Entraîneur :   |
| Dan Anghelescu |

| Entraîneur :   |
| Dan Anghelescu |

| Entraîneur :   |
| Dan Anghelescu |

| Entraîneur :   |
| Dan Anghelescu |

| Rang | Équipe             | Pts | J | G | N | P | Bp | Bc | Diff |  | Résultats (▼ dom., ► ext.) | Zam | Sfa | Esp | Bli |
| ---- | ------------------ | --- | - | - | - | - | -- | -- | ---- |  | -------------------------- | --- | --- | --- | --- |
| 1    | Zamalek SC         | 13  | 6 | 4 | 1 | 1 | 11 | 5  | +6   |  | Zamalek SC                 |     | 0-2 | 3-0 | 1-1 |
| 2    | CS sfaxien         | 10  | 6 | 3 | 1 | 2 | 9  | 7  | +2   |  | CS sfaxien                 | 1-3 |     | 0-1 | 1-0 |
| 3    | Espérance de Tunis | 9   | 6 | 3 | 0 | 3 | 10 | 9  | +1   |  | Espérance de Tunis         | 1-2 | 1-3 |     | 2-1 |
| 4    | USM Blida          | 2   | 6 | 0 | 2 | 4 | 4  | 13 | -9   |  | USM Blida                  | 0-2 | 2-2 | 0-5 |     |

## Résultats sportifs

### Palmarès
| Compétitions nationales | Compétitions internationales |
| --- | --- |
| - Ligue 1 - Vice-champion : 2002-03. - 3e place : 1994-95. - Coupe d'Algérie - Finaliste : 1995-96. - Ligue 2 (4) - Champion : 1971-72, 1991-92, 1996-97 et 2014-15. - Vice-champion : 2016-17. - DNA (1) - Champion Gr. centre : 1983-84. - Coupe de la Ligue - Demi-finale : 1997-98. - Phase de groupes : 1995-96 et 1999-00. | - Ligue des champions arabe - Phase de groupes : 1996, 2003-04. |
| Compétitions nationales disparues | Compétitions internationales disparues |
| - Division d'Honneur - 5e place : 1954 et 1955. - 1re Division (Ligue d'Alger) - Champion : 1941-42 et 1946-47. - Criterium de la 1re Division (Ligue d'Alger) - Champion : 1940-41, 1942-43, 1943-44 et 1944-45. - 2e Division (Ligue d'Alger) - Champion : 1937-38. - 3e Division (Ligue d'Alger) - Champion : 1936-37. - Coupe Forconi (1) - Vainqueur : 1944-45. - Tournoi de Saint-Eugène (1) - Vainqueur : 1941. - Coupe Benhabylès (1) - Vainqueur : 1952. | - Coupe d'Afrique du Nord - Demi-finales : 1953-54. |
| Compétitions de jeunes | Distinctions personnelles |
| - Coupe d'Algérie Juniors (2) - Vainqueur : 2007 et 2011. - Finaliste : 2013 et 2014. - Coupe d'Algérie Cadets (2) - Vainqueur : 1999 et 2005. - Finaliste : 2011 et 2016. | - Soulier d'or algérien (1) - Kamel Kherkhache : (13 buts) 2001-02. - Soulier d'argent algérien - Mohamed Badache : (14 buts) 2003-04. - Meilleur joueur étranger en Algérie - Le Brésilien Marcelo dé Oliveira (Piracaia). |

### Bilan sportif
| Championnats                  | Saisons | Titres | J    | G   | N   | P   | Bp  | Bc  | Diff |
| ----------------------------- | ------- | ------ | ---- | --- | --- | --- | --- | --- | ---- |
| Division 1                    | 26      | 0      | 750  | 229 | 235 | 286 | 769 | 855 | -86  |
| Division 2                    | 21 (-3) | 4      | 599  | 269 | 163 | 164 | 792 | 541 | +251 |
| Division 3                    | 9 (-5)  | 0      | 114  | 38  | 35  | 41  | 113 | 117 | -4   |
| Division d'Honneur (1963-64)  | 1       | 0      | 30   | 18  | 6   | 6   | 46  | 28  | +18  |
| Critérium d'Honneur (1962-63) | 1       | 0      | 18   | 10  | 3   | 5   | 57  | 12  | +45  |
| Coupes nationales             | Saisons | Titres | J    | G   | N   | P   | Bp  | Bc  | Diff |
| Coupe d'Algérie               | 56      | 0      | +170 |     |     |     |     |     |      |
| Coupe de la Ligue             | 3       | 0      | 20   | 8   | 6   | 6   | 25  | 19  | +6   |
| Championnat arabe des clubs   | Saisons | Titres | J    | G   | N   | P   | Bp  | Bc  | Diff |
| Championnat arabe des clubs   | 2       | 0      | 10   | 1   | 2   | 7   | 8   | 21  | -13  |
| Total                         | 55      | 4      |      |     |     |     |     |     |      |

| Championnat                                                         | Saisons | Titres | J   | G   | N  | P   | Bp   | Bc   | Diff |
| ------------------------------------------------------------------- | ------- | ------ | --- | --- | -- | --- | ---- | ---- | ---- |
| Division Honneur ــــــــــــــــــــــــــــــــــــــــ Barrage   | 10      | 0      | 211 | 65  | 63 | 83  | 275  | 287  | -12  |
| Division Honneur ــــــــــــــــــــــــــــــــــــــــ Barrage   |         |        | 1   | 1   | 0  | 0   | 5    | 3    | +2   |
| Première Division ــــــــــــــــــــــــــــــــــــــــ Barrage  | 3       | 2      | 54  | 32  | 9  | 13  | 142  | 64   | +77  |
| Première Division ــــــــــــــــــــــــــــــــــــــــ Barrage  |         |        | 6   | 5   | 1  | 0   | 15   | 2    | +13  |
| Deuxième Division ــــــــــــــــــــــــــــــــــــــــ Barrage  | 1       | 1      | 12  | 8   | 4  | 0   | 29   | 16   | +13  |
| Deuxième Division ــــــــــــــــــــــــــــــــــــــــ Barrage  |         |        | 3   | 2   | 1  | 0   | 6    | 2    | +4   |
| Troisième Division ــــــــــــــــــــــــــــــــــــــــ Barrage | 4       | 1      | 42  | 29  | 3  | 10  | 108  | 38   | +70  |
| Troisième Division ــــــــــــــــــــــــــــــــــــــــ Barrage |         |        | 10  | 4   | 4  | 2   | 32   | 13   | +19  |
| Championnat de guerre                                               | 5       | 4      |     |     |    |     |      |      |      |
| Total                                                               |         |        | 339 | 146 | 85 | 108 | 612  | 435  | +177 |
| Coupes nationales                                                   | Saisons | Titres | J   | G   | N  | P   | Bp   | Bc   | Diff |
| Coupe Edmond Forconi                                                | 12      | 1      | 30  | 23  | 0  | 7   | 74   | 34   | +40  |
| Coupe de France                                                     | 2       | 0      | 3   | 1   | 0  | 2   | 2    | 6    | -4   |
| Total                                                               |         |        |     |     |    |     |      |      |      |
| Compétitions nord-africaine                                         | Saisons | Titres | J   | G   | N  | P   | Bp   | Bc   | Diff |
| Coupe d'Afrique du Nord                                             | 5       | 0      | 10  | 4   | 1  | 5   | 10   | 15   | -5   |
| Total                                                               | 14      | 1      | 33  | 24  | 0  | 9   | 76   | 40   | +36  |
| Total Général                                                       | 23      | 9      | 382 | 174 | 86 | 122 | +698 | +480 | +217 |

### Classements en championnat
La frise ci-dessous résume les classements successifs du club en championnat depuis 1964.
| Niv    | Divisions           | Jouées | Titres |
| ------ | ------------------- | ------ | ------ |
| I      | Division 1/ Ligue 1 | 26     | 0      |
| II     | Division 2/ Ligue 2 | 25     | 4      |
| III    | Division 3/ DNA     | 9      | 1      |
| Totaux | Totaux              | 60     | 5      |

### Distinctions et records

#### Palmarès des buts inscrits en D1
- 1er but : ES Sétif 0-1 USMB, le 27 septembre 1964, par ?.
- 100e but : USMB 4-2 NAR Alger (RC Kouba), le 1er octobre 1972, par ?.
- 200e but : ASM Oran 0-2 USMB , le 29 avril 1993, par Billal Zouani.
- 300e but : USMB 1-0 CA Batna, le 6 mai 1996, par Billal Zouani.
- 400e but : USMB 1-0 CR Belouizdad, le 21 décembre 2000, par Billal Zouani.
- 500e but : USMB 1-0 USM Annaba, le 23 octobre 2003, par Mohamed Mehdaoui.
- 600e but : NA Hussein Dey 0-4 USMB, le 4 janvier 2006, par Boubaker Rebih.
- 700e but : USMB 2-0 ASO Chlef, le 22 mai 2010, par Ezechiel Ndouassel.

#### Palmarès des grands scores de matchs
- Plus large victoire en première division : 7-1 vs WA Tlemcen, en 2001.
- Plus lourde défaite en première division : 5-0 vs MO Constantine, MC Alger, ES Sétif en 1973, 1974, 1975.
- Plus large victoire en deuxième division : USM Blida - IRB Nezla : 9-1, en 1992.
- Plus lourde défaite en deuxième division : MO Béjaïa - USM Blida : 5-0, en 2012.
- Plus large victoire en Coupe UAFA : USM Blida - MAS de Fès : 3-1, en 2003.
- Plus lourde défaite en Coupe UAFA : Espérance de Tunis - USM Blida : 5-0, en 2004.

#### Records propres au club
- Plus gros transfert entrant : Abdelmadjid Tahraoui, de ASO Chlef, en 2005 pour 230,000 € = 25 millions (DA)[18].
- Plus gros transfert sortant : Ézéchiel Ndouassel, à Club africain, en 2011 pour 400 000 €[19].
- Saisons consécutives en D1 (L1) : 18 de la saison 1992-1993 à 2010-2011.
- Saisons consécutives d'absence en D1 (L1) : 17 de la saison 1975-1976 à 1991-1992.

## Personnalités du club

### Présidents
Le tableau suivant présente la liste des présidents du club depuis 1932.
| N° | Pays | Nom                                       | Période   |
| -- | ---- | ----------------------------------------- | --------- |
| 1  |      | Benaïssa Menhaouch Kherroubi (1903-1973)  | 1932-1933 |
| 2  |      | Mohamed Chelha                            | 1933      |
| 3  |      | Ali Rouabah dit "Braham" (1897-1971)      | 1933-1936 |
| 4  |      | Hamid Kassoul                             | 1936-1949 |
| 5  |      | Dr Bachir Abdelouahab (1897-1978)         | 1949-1953 |
| 6  |      | Dr Mustapaha Hadji Ben Mbarek (1922-2000) | 1953-1964 |
| 7  |      | Abdelkader Abed (1927-2003)               | 1964-1965 |
| 8  |      | Dr Mustapaha Hadji Ben Mbarek (1922-2000) | 1965-1969 |
| 9  |      | Braham Douidene                           | 1969-1976 |
| 10 |      | Rachid Otmane Tolba                       | 1976      |

| N° | Pays | Nom                           | Période   |
| -- | ---- | ----------------------------- | --------- |
| 11 |      |                               | 1976-1981 |
| 12 |      | Djillali Sellimi (19??-2020)  | 1981-1985 |
| 13 |      | Abdallah Kerrache (1944-2017) | 1985-1990 |
| 14 |      | Maâmar Djeguaguene            | 1989-1991 |
| 15 |      | Zoubir Bendali (1932-2011)    | 1991-1996 |
| 16 |      | Mohamed Zaïm                  | 1996-2004 |
| 17 |      | Mohamed Zahaf                 | 2004-2007 |
| 18 |      | Mustapha Ferroukhi            | 2007      |
| 19 |      | Mohamed Zaïm                  | 2008-2014 |

### Directeur général
| N° | Pays | Nom                    | Période   |
| -- | ---- | ---------------------- | --------- |
| 1  |      | Mohamed Douidene       | 2014-2015 |
| 2  |      | Hamid Foufa            | 2015      |
| 3  |      | Lyes Zouaoui           | 2016      |
| 4  |      | Sidali Ben Cherchali   | 2016-2017 |
| 5  |      | Smaïl Berdaoui intérim | 2017      |
| 6  |      | Chouaib Alim           | 2017-2018 |
| 7  |      | Salim Sidi Moussa      | 2018      |
| 8  |      | Mohamed Berdane        | 2019      |
| 9  |      | Sidali Ben Cherchali   | 2019-     |

### Entraîneurs
Le tableau suivant présente la liste des entraîneurs du club depuis 1932.
| Rang | Nom                               | Période   | Matchs |
| ---- | --------------------------------- | --------- | ------ |
|      | Abdelkader Hadef (1er entraîneur) | 1932-1935 |        |
|      | Ahmed El Houari (1er Dts)         | 1932-1956 |        |
|      | Mohamed Guessaibia dit El Gherbi  | 1935-1936 |        |
|      | Hacène Kermouche                  | 1936-1937 |        |
|      | Omar Ksentini                     | 1937-1938 |        |
|      | Mohamed Imcaoudène (Bob)          | 1938-46   |        |
|      | Belkacem Bouguerra                | 1946-48   | 50     |
|      | Mohamed Khelifa                   | 1948-1952 | 97     |
|      | Ahmed Benhoura                    | 1952-1953 | 26     |
|      | Smaïl Khabatou                    | 1953-1956 | 70     |
|      | Rachid Hadji                      | 1962-1964 |        |
|      | Abdelkader Mazouza                | 1963-1966 |        |
|      |                                   | 1966-1967 |        |
|      | Smaïl Khabatou                    | 1967-1968 |        |
|      | Abdelkader Mazouza                | 1968-1969 |        |
|      | Rachid Hadji puis Djilali Hasni   | 1971-1972 |        |
|      | Mazouza et Hadji                  | 1972-1973 |        |
|      | Bouak Benaissa puis Djilali Hasni | 1973-1974 |        |
|      | Djilali Hasni puis Maouche        | 1974-1975 |        |
|      |                                   | 1975-1976 |        |
|      | Smaïl Khabatou                    | 1976-1977 |        |
|      |                                   | 1977-1978 |        |
|      |                                   | 1978-1979 |        |
|      | Nasreddine Akli                   | 1979-1980 |        |
|      |                                   | 1980-1981 |        |
|      | Rachid Hadji                      | 1981-1982 |        |
|      | Abdelhamid Bacha                  | 1982-1985 |        |
|      | Abdelhamid Bacha puis Akli        | 1984-1985 |        |
|      | Akli et Farid Allili              | 1985-1986 |        |
|      | Benaissa Bouak                    | 1986-1987 |        |
|      | Rachid Hadji et Aouisset          | 1987-1988 |        |
|      | Nasreddine Akli                   | 1988-1989 |        |
|      | Ahmed Arab                        | 1989-1990 |        |
|      | Ivanov Loubanov & Benturki        | 1990-1991 |        |

| Rang | Nom                       | Période   | Matchs |
| ---- | ------------------------- | --------- | ------ |
|      | El Hadi Benturki & Zane   | 1991-1992 |        |
|      | Kamel Chenafi             | 1992      |        |
|      | Abdelaziz Safsafi         | 1993      |        |
|      | Ahmed Zahzah              | 1993-1994 |        |
|      | Ahmed Echouf et Belabed   | 1994      |        |
|      | Akli et Mohamed Kaci-Saïd | 1994-1995 |        |
|      | A. Missouri et Boukhedmi  | 1995-1996 |        |
|      | Ahmed Echouf et Belabed   | 1996      |        |
|      | Ighil et Ahmed Echouf     | 1996-1998 |        |
|      | Benturki & Echouf         | 1998      |        |
|      | Noureddine Saâdi          | 1998      |        |
|      | Ahmed Echouf et Yaïche    | 1998-1999 |        |
|      | Nasreddine Akli           | 1999-2000 | 20     |
|      | Kamel Mouassa             | 2000-2001 | 48     |
|      | Chaâbane Merzekane        | 2001      | 2      |
|      | Alhadj Saeed Mansour      | 2001-2002 | 33     |
|      | Younès Ifticen            | 2002-2003 | 45     |
|      | Dan Anghelescu            | 2003-2004 | 26     |
|      | Rachid Bouarrata          | 2004      | 10     |
|      | Dan Anghelescu            | 2004-2005 | 17     |
|      | Nasreddine Akli (Intérim) | 2005      | 7      |
|      | José Paulo Rubim          | 2005      | 8      |
|      | Kamel Mouassa             | 2005-2007 | 56     |
|      | Kamel Zane                | 2007      | 11     |
|      | Younès Ifticen            | 2007-2008 | 22     |
|      | Abdelkader Amrani         | 2008      | 10     |
|      | Saïd Hammouche            | 2008-2009 | 12     |
|      | El Hadi Khezzar           | 2009      | 11     |
|      | Vitor Manuel Fernandez    | Août 2009 | 2      |
|      | Kamel Mouassa             | 2009-2010 | 23     |
|      | Mokhtar Assas             | 2010      | 19     |
|      | Abdelkader Yaïche         | 2010-2011 | 10     |
|      | Younès Ifticen            | 2011      | 14     |

| Rang | Nom                                   | Période       | Matchs |
| ---- | ------------------------------------- | ------------- | ------ |
|      | Abdelkrim Latrèche                    | 2011          | 5      |
|      | Salim Menad (Intérim)                 | 2011          | 2      |
|      | Rezki Amrouche                        | 2011-2012     | 16     |
|      | Salim Menad                           | 2012          | 10     |
|      | Nasreddine Akli                       | 2012          | 11     |
|      | Salim Menad                           | 2012-2013     | 10     |
|      | Kamel Bouhalal                        | 2013          | 14     |
|      | Younès Ifticen                        | 2013          | 7      |
|      | Mohamed Benchouia                     | 2013-2014     | 25     |
|      | Kamel Mouassa                         | 2014-2015     | 33     |
|      | Djamel Benchadli                      | 2015          | 7      |
|      | Mohamed Bacha                         | 2015-2016     | 15     |
|      | Zoheïr Djelloul                       | 2016          | 10     |
|      | Alhadj Saeed Mansour                  | 2016          | 12     |
|      | Augustin Călin                        | 2016-2017     | 12     |
|      | Kamel Zane (Intérim)                  | 2017          | 9      |
|      | Samir Boudjaârane                     | 2017          | 3      |
|      | Mustapha Sbaâ                         | 2017-2018     | 13     |
|      | Kamel Bouhalal                        | 2018          | 10     |
|      | Noureddine Yahiatene (Intérim)        | 2018          | 7      |
|      | Abdelkrim Latrèche                    | 2018          | 6      |
|      | Belkacem Ferdjouni (Intérim)          | 2018          | 1      |
|      | Khaled Lounici                        | 2018          | 1      |
|      | Toufik Boumediene Belhanafi (Intérim) | 2018          | 3      |
|      | Alhadj Saeed Mansour                  | 2018          | 6      |
|      | Mohamed Henkouche                     | 2018-2019     | 8      |
|      | Fayçal Bentaalla (Intérim)            | 2019          | 8      |
|      | Salim Menad                           | 2019-2020     | 4      |
|      | Mustapha Sbaâ                         | Oct.Déc. 2019 | 12     |
|      | Samir Houhou                          | Fév. 2020     | 5      |
|      | Sofiane Nechma                        | 2020-         | 1      |

### Joueurs
Les tableaux suivants présentent les joueurs les plus capés et les meilleurs buteurs de l'histoire de l'USM Blida en Division 1.
| Rang | Joueurs             | Matchs |
| ---- | ------------------- | ------ |
| 1    | Billal Zouani       | +250   |
| 2    | Salah Samadi        | 184    |
| 3    | Smaïl Diss          | 181    |
| 4    | Samir Galoul        | +160   |
| 5    | Sid Ahmed Belouahem | 137    |

| Rang | Joueurs          | Buts |
| ---- | ---------------- | ---- |
| 1    | Billal Zouani    | 76   |
| 2    | Kamel Kherkhache | 31   |
| 3    | Mohamed Badache  | 30   |
| 4    | Mustapha Chambet | 19   |
| 5    | Réda Zouani      | 17   |

### Capitaines du club
- Abdelkader Hadef (1930')
- Ahmed El Houari (1930')
- Hassène Kermouche (1930')
- Mohamed Bouchama (1930')
- Pelage (1937-38)
- Abdelaziz Chekaïmi (1940')
- Mohamed Imcaoudène (1940')
- Ahmed Benelfoul (1940')
- Belkacem Bouguerra (1950')
- Smaïl Khabatou (1950')
- Abdelkader Mazouz (1960')
- Nasreddine Akli (1970')
- Sid Ali Habbouche (1980')
- Mahmoud Guettal (1980')
- Halim Louzri (1990-1991)
- Réda Zouani (1991-1994)
- Hakim Zane (1994-1996)
- Kamel Zane (1996-1999)
- Billal Zouani (1999-2002)
- Samir Galoul (2002-2003)
- Rezki Amrouche (2003-2004)
- Smaïl Diss (2004-2008)
- Zoubir Zmit (2008-2009)
- Abdellah Chebira (2009-2010)
- Lounès Gaouaoui (2010-2011)
- Nouri Ouznadji (2012-2013)
- Mustapha Melika (2013-2015)
- Abdelkader Laïfaoui (2015-2017)
- Bilel Herbache (2017-2020)

## Identité du club

### Les différents noms du club
| Union Sportive Musulmane Blidéenne |
| ---------------------------------- |

| Nadi Riadhi Blida |
| ----------------- |

| Usret Sari' Madinet Blida |
| ------------------------- |

| Union Sportive Madinet Blida |
| ---------------------------- |

### Logos et couleurs
Depuis la fondation de l'Union Sportive Madinet Blida, ses couleurs sont le Vert et le Blanc.

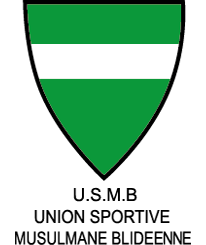
Ancien logo du club
Ancien logo du club
Ancien logo du club
Ancien logo du club
Ancien logo du club
Ancien logo du club
Ancien logo du club
Ancien logo du club
Logo actuel du club

### Historique du Maillot
| \| 1928 \| 1932 \| 1936-1956 \| 1946-1947 \| 1963-1967 \| 1967-1969 \| 1969-1970 \| 2019-2020 \| |      |           |           |           |           |           |           |
| 1928                                                                                             | 1932 | 1936-1956 | 1946-1947 | 1963-1967 | 1967-1969 | 1969-1970 | 2019-2020 |

## Structures du club

### Stades
Durant les années 1930, le club évoluait au Stade Duruy (Actuel Stade Hamoud Daïdi) et des années 1950 à 1978, il évoluait au Stade Zoubir Zouraghi.

#### Stade des Frères Brakni
Connu sous le nom de stade municipal de Blida au début du siècle dernier, il est rebaptisé du nom des deux frères Brakni, morts au combat durant la Guerre d'Algérie et anciens joueurs du club durant les années 1952 et 1960. Le stade a une capacité de 10 000 places et accueillait également les rencontres du FC Blida, disparu en 1962. L'USMB évolua dans ce stade principalement de 1978 jusqu'en 2001, puis revient encore depuis 2012.

#### Stade Mustapha Tchaker

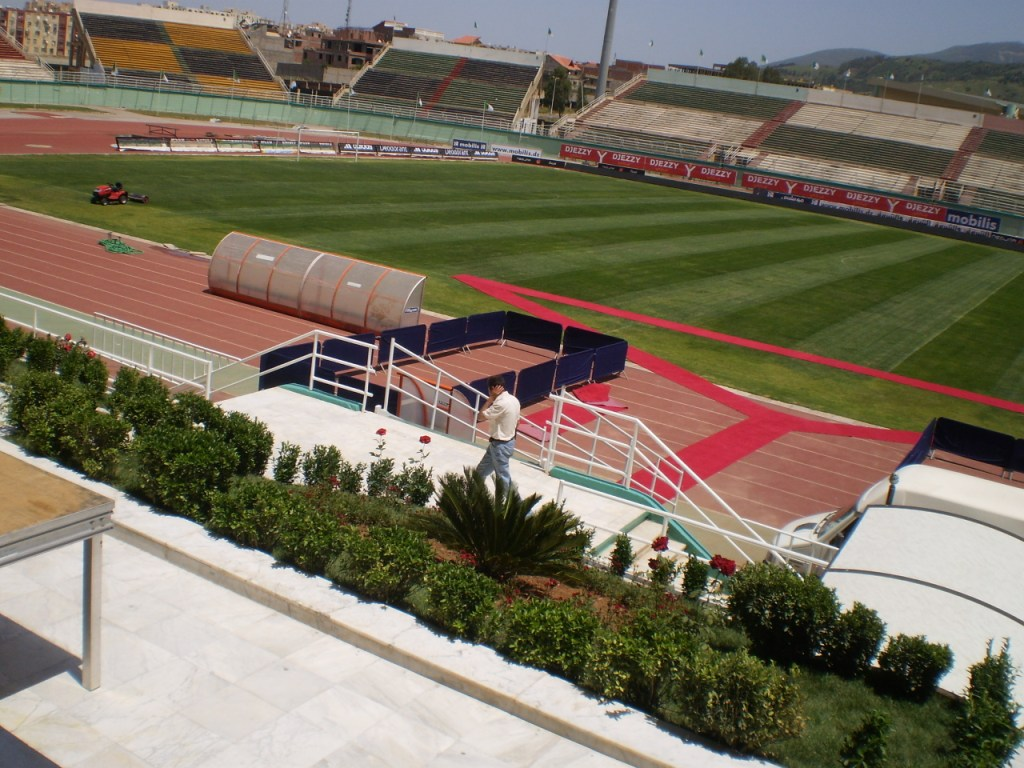
Stade Mustapha Tchaker.

Ouvert début des années 2000, l'USMB a évolué sur sa pelouse de 2001 jusqu'à 2011.

## Culture populaire

### Clubs rivals
- RC Arbaa
- WA Boufarik
- NCB El Affroun

## Sponsors
- APC de Blida